# Лачупе (станция)
Ла́чупе (латыш. Lāčupe) — железнодорожная станция на территории Курземского района города Риги. Станция расположена на линии Засулаукс — Болдерая, на границе микрорайонов Иманта и Ильгюциемс. Станция административно находится в подчинении станции Болдерая и обслуживает только грузовые поезда. Территорию станции пересекают два переезда (улицы Слокас и Буллю). Подъездные пути ведут от станции к предприятиям, находящимся на улице Клейсту, на оптовую базу и автобазу фирмы «Nordeka» (путь построен в 2013 г.). Отдельная ветка соединяет станцию Лачупе со станцией Ильгюциемс.

## История
Станция открыта в 1951 году под названием «Путевой пост 4 км» («4. km postenis») и предназначалась для обслуживания ветки на Ильгюциемс, построенной ещё в 1926 году. В 1970-х гг. путевой пост назывался «Разъезд 4 км», а с начала 1980-х Лачупе становится станцией.

## Галерея

Пост ЭЦ станции Лачупе (май 2016 г.)
Нечётная горловина станции Лачупе (май 2016 г.)
Чётная горловина станции Лачупе (май 2016 г.)